# Miguel Amado
Miguel Amado, vollständiger Name Miguel Ángel Amado Alanís, (* 28. Dezember 1984 in Rivera) ist ein ehemaliger uruguayischer Fußballspieler.

## Karriere

### Vereine
Der 1,72 Meter große Mittelfeldakteur Amado gehörte zu Beginn seiner Karriere von 2002 bis Ende Januar 2011 der Mannschaft Defensor Sporting an, für die er ab der Saison 2004 saisonübergreifend in 153 Spielen der Primera División auflief und vier Treffer erzielte. In der Spielzeit 2007/08 gewann er mit dem Team die uruguayische Meisterschaft. Auf internationaler Ebene kam er für die Montevideaner mindestens 20-mal zum Einsatz (Copa Sudamericana 2008: 4 Spiele / 0 Tore; Copa Libertadores 2009: 10/0; Copa Sudamericana 2010: 6/1). Anschließend war Amado bis Ende Dezember 2012 beim Club Olimpia aktiv. Bei den Paraguayern schoss er ein Tor bei 63 Erstligaeinsätzen und wurde sechs bzw. viermal – jeweils ohne persönlichen Torerfolg – in den Turnieren um die Copa Sudamericana 2011 und 2012 eingesetzt. Sodann setzte er seine Karriere auf Leihbasis beim Club Atlético Peñarol fort. Bei den „Aurinegros“, mit denen er Meister der Saison 2012/13 wurde, bestritt er in der Clausura und der Apertura 2013 jeweils vier Erstligapartien (kein Tor). Anfang Januar 2014 kehrte Amado zum Club Olimpia zurück. Dort wirkte er bis in den Januar 2016 in 47 Begegnungen der höchsten paraguayischen Liga mit und traf einmal ins gegnerische Tor. In der Clausura 2016 war erneut Defensor Sporting sein Arbeitgeber. In jener Halbserie absolvierte er 14 Erstligaspiele (kein Tor). Im Juli 2016 trat er ein Engagement beim Club Guaraní an. Nach weiteren Jahren in Uruguay bei Central Español FC und Boston River beendete der Mittelfeldspieler 2019 seine aktive Fußballkarriere.

### Nationalmannschaft
Amado debütierte am 10. Juni 2009 beim mit 2:2-Unentschieden im WM-Qualifikationspartie gegen die venezolanische Auswahl unter Trainer Óscar Tabárez mit einem Startelfeinsatz in der uruguayischen A-Nationalmannschaft. Am 12. August jenes Jahres wurde er erneut bei der 0:1-Niederlage im Freundschaftsländerspiel gegen Algerien in der „Celeste“ eingesetzt. Weitere internationale Einsätze kamen nicht hinzu. Ein Länderspieltor erzielte er nicht.

### Erfolge
- Uruguayischer Meister: 2007/08, 2012/13